# AIMMS
AIMMS (Advanced Interactive Multidimensional Modeling System) ist eine Modellierungssprache und -umgebung zur Erstellung von Entscheidungsunterstützungssystemen und sog. Advanced-Planning-Anwendungen. Diese basieren in der Regel auf den mathematischen Methoden der linearen und nichtlinearen Programmierung (LP bzw. NLP). AIMMS-Anwendungen gibt es in vielen Anwendungsbereichen wie z. B. Supply-Chain-Management, Produktionsplanung, Logistik, Forstwirtschaft, Risikomanagement, Revenue-Management und Asset-Management.
Neben der Modellierungssprache bietet AIMMS die Möglichkeit, weitere häufig verwendete Modellierungskonzepte, wie z. B. rollierende Planung, Kalender, Einheiten-Umrechnung usw. in die Anwendungen zu integrieren. Darüber hinaus erlaubt AIMMS die Erstellung interaktiver Benutzeroberflächen und bietet die Möglichkeit, eine Vielzahl von Solvern, wie z. B. CPLEX, Gurobi, XPRESS, CONOPT, SNOPT, XA, BARON, LGO, KNITRO und IPOPT anzubinden. Damit können Optimierungsprobleme aus den Bereichen lineare Programmierung, nichtlineare Programmierung, ganzzahlige Programmierung, quadratische Programmierung mit einem System beschrieben und gelöst werden. Über ODBC und ADO können Datenbanken angebunden werden.
AIMMS wird von der niederländischen Firma AIMMS B.V. (vormals Paragon Decision Technologies B.V.) vertrieben. Diese hat Büros in den Niederlanden, den USA und Singapur. Sie wurde 1989 vom Universitätsprofessor Johannes Bischop gegründet. Die erste kommerziell verfügbare Version war 1993 erhältlich. Seitdem hat sich AIMMS als eine der führenden Plattformen in diesem Bereich entwickelt.